# O meu marido está a negar
O meu marido esta a negar es una película del año 2007.

## Sinopsis
Hermínia es madre seropositiva. Se enteró por unas pruebas en el hospital antes de dar a luz. Gabriel, su marido, está al corriente y lo acepta, pero rehúsa ir al centro para hacerse las pruebas. Mientras no se las haga, de nada sirve que Hermínia siga un tratamiento. Ella cree que si ve una obra de teatro sobre el tema, Gabriel cambiará de opinión. O meu marido esta a negar es una mirada fascinante al espectáculo interactivo que representa el Teatro do Oprimido y su objetivo: concienciar y cambiar el comportamiento del público en cuanto al sida.